# Faded (singel Zhu)
Faded – debiutancki singiel chińsko-amerykańskiego producenta Zhu nagrany w 2014 roku i umieszczony na pierwszym minialbumie muzyka zatytułowanym The Nightday z tego samego roku.

## Historia utworu
Jedną z pierwszych rozgłośni radiowych, która zagrała utwór „Faded”, była australijska stacja Triple J grająca muzykę alternatywną. Z czasem piosenkę zaczęły grać kolejne rozgłośnie, natomiast w maju 2014 roku ukazał się oficjalny teledysk do piosenki.
W grudniu ogłoszono, że utwór został nominowany do Nagrody Grammy w kategorii Najlepsze nagranie taneczne.

## Lista utworów
CD Promo Single
1. „Faded” – 3:43
2. „Faded” (Instrumental) – 3:43

CD Single (15 lipca 2014)
1. „Faded” – 3:43

CD Single (19 września 2014)
1. „Faded” – 3:43
2. „Faded” (The Magician Radio Edit) – 4:03

CD Single [Remixes] (29 lipca 2014)
1. „Faded” (The Magician Remix) – 5:35
2. „Faded” (Odesza Remix) – 3:58
3. „Faded” (Amtrac Remix) – 5:17
4. „Faded” (Lido Remix) – 4:24
5. „Faded” (TÂCHES Remix) – 5:00
6. „Faded” (Toyo Remix) – 3:58

## Notowania na listach przebojów
| Kraj              | Lista (2014)               | Najwyższe miejsce |
| ----------------- | -------------------------- | ----------------- |
| Polska            | Airplay Top 50 – Dyskoteki | 1                 |
| Polska            | Airplay Top 20             | 3                 |
| Wielka Brytania   | Top 40 Dance Singles       | 1                 |
| Stany Zjednoczone | Hot Dance Club Songs       | 1                 |
| Dania             | Top 40 Singles             | 2                 |
| Australia         | Singles Top 50             | 3                 |
| Szkocja           | Top 40 Scottish Singles    | 3                 |
| Wielka Brytania   | Top 40 UK Singles          | 3                 |
| Belgia (Flandria) | Ultratop 50 Singles        | 7                 |
| Belgia (Walonia)  | Ultratop 50 Singles        | 11                |
| Austria           | Singles Top 75             | 15                |
| Niemcy            | Top 100 Singles            | 18                |
| Francja           | Top 100 Singles            | 34                |
| Irlandia          | Top 100 Singles            | 39                |
| Szwajcaria        | Singles Top 75             | 56                |
| Holandia          | Dutch Singles Top 100      | 69                |

## Certyfikaty
| Kraj                     | Certyfikat | Sprzedaż |
| ------------------------ | ---------- | -------- |
| Stany Zjednoczone (RIAA) | 2x Platyna | 99 000   |
| Australia (ARIA)         | Platyna    | 70 000   |